# Dejan Lazarević
Dejan Lazarević, slovenski nogometaš, * 15. februar 1990, Ljubljana.
Lazarević je kariero začel pri mladincih Domžal, od leta 2007 pa je član kluba Genoa v Serie A, od leta 2009 članskega moštva. Leta 2010 je bil posojen v Torino, v letin 2011 in 2012 v Padovo, od leta 2012 pa v Modeno. Pred sezono 2013/14 je prestopil v Chievo.
Za slovensko reprezentanco je debitiral 15. novembra 2011 na prijateljski tekmi proti ameriški reprezentanci, skupno pa odigral tri tekme.